# Sint-Gillis-Waas
Sint-Gillis-Waas é um município da Bélgica localizado no distrito de Sint-Niklaas, província de Flandres Oriental, região da Flandres.
O município é constituído pelas vilas de De Klinge, Meerdonk, Sint-Gillis-Waas e Sint-Pauwels.

## Geminações
- Portugal, Águeda